# كاتي سوغدين
كاتي سوغدين هي شخصية خيالية من مسلسل إميرديل علي قناة آي تي في، لعبت دورها الممثلة سامي ينوارد. ظهرت لأول مرة على الشاشة في 18 يوليو 2001 وغادرت في عام 2005 عندما حصلت وينوارد على إجازة أمومة، وعادت في عام 2006. أخذت وينوارد استراحة من العرض في عام 2013 ، مع مغادرة كاتي في 14 أغسطس 2013. عادت في 30 أكتوبر 2013. في 28 نوفمبر 2014 . 